# Oliver Podhorín
Oliver Podhorín (ur. 6 lipca 1992 w Michalovcach) – słowacki piłkarz grający na pozycji środkowego obrońcy w słowackim klubie MFK Skalica. W swojej karierze grał także w Zemplínie Michalovce, którego jest wychowankiem, FK Senicy, Wiener Neustädter, Resovii i GKS-ie Jastrzębie.